# Nagy Imre (labdarúgó, 1958)
Ifj. Nagy Imre (Oroszlány, 1958. július 22. –) labdarúgó, csatár, apja id. Nagy Imre szintén labdarúgó volt, az 1953-as U19-es labdarúgó-Európa-bajnokság résztvevője.

## Pályafutása
1975 és 1984 között a Pécsi MSC labdarúgója volt. Az élvonalban 1977. november 16-án mutatkozott be a Bp. Honvéd ellen, ahol csapata 3–0-s vereséget szenvedett. Az 1986–87-es idény közben szerződött a Zalaegerszegi TE együtteséhez. 1987 januárjában Pécsre szerződött, Dobány Lajosért cserébe. Itt 1989-ig játszott. Az élvonalban összesen 253 mérkőzésen szerepelt és 46 gólt szerzett. 1988 októberében a belga harmadosztályú Francs Borains játékosa lett. Innen kölcsönben a francia St. Quentinhez került.

## Sikerei, díjai
- Magyar kupa (MNK)
  - döntős: 1978[5]